# Hambletonian Stakes
Hambletonian Stakes, vanligen kallat Hambletonian, är världens mest prestigefulla travlopp för treåriga varmblodiga hästar. Första upplagan av Hambletonian Stakes kördes år 1926. Loppet är ett sprinterlopp över 1609 meter med autostart som körs på Meadowlands Racetrack i East Rutherford i New Jersey i USA, med försök och final.

## Beskrivning och historik

### Ursprung
Hambletonian Stakes har fått sitt namn efter den berömde travaren Hambletonian 10 (1849–1876), som är den amerikanska sulkyhästens fader. Hambletonian 10 verkade i aveln under 1851-1875 och lämnade efter sig totalt 1331 föl. De fyra sönerna var George Wilkes (1856), Dictator (1863), Happy Medium (1863) och Electioneer (1868). Utifrån dessa fyra söner utgår sedan alla amerikanska travar- och passgångarlinjer. Hambletonian Stakes körs alltså i augusti varje år som en hyllning till travrasen och travrasens fader.

### Travbanor
Loppet kördes inledningsvis på New York State Fair i Syracuse, New York 1926. På grund av regn flyttades loppet till Lexington, Kentucky under 1927 och 1929. Från och med 1930 kördes loppet på Good Time Park i Goshen, New York, som var värd för loppet ända till 1956, med ett undantag 1943. Det året kördes loppet på Empire City Race Track, vilken senare bytte namn till Yonkers Raceway 1950, på grund av bensinransonering under kriget. 1957 fick Du Quoin State Fairgrounds Racetrack i Du Quoin, Ilinois rättigheterna för att vara värd för loppet, vilket varade till 1980. Sedan 1981 har loppet körts på Meadowlands Racetrack i East Rutherford, New Jersey.

### Triple Crown
Hambletonian är det första och mest prestigefyllda av de tre lopp som ingår i den amerikanska travsportens Triple Crown. De övriga loppen som ingår i Triple Crown är Kentucky Futurity, som körs på The Red Mile i Lexington, Kentucky, och Yonkers Trot, som körs på Yonkers Raceway i Yonkers, New York. Att en häst vinner samtliga dessa tre lopp under sin treåringssäsong innebär att hästen tar en Triple Crown. Åtta travare har lyckats med bedriften sedan starten: Scott Frost (1955), Speedy Scot (1963), Ayres (1964), Nevele Pride (1968), Lindy's Pride (1969), Super Bowl (1972), Windsong's Legacy (2004), Glidemaster (2006) och Marion Marauder (2016).
Under perioden 2006-2016 var det Stefan Melanders Nuncio som var närmast att ta en Triple Crown då han kom tvåa, slagen med en halv längd av Trixton, i 2014 års upplaga av Hambletonian Stakes. Nuncio vann sedan både Kentucky Futurity och Yonkers Trot.
Även Åke Svanstedts Six Pack har varit nära att ta en Triple Crown, då denne vunnit både Yonkers Trot och Kentucky Futurity under 2018. När Six Pack vann Kentucky Futurity gjorde han det på tiden 1:49,1 (1,07,9), vilket var det snabbaste en treåring någonsin sprungit. Tyvärr galopperade hästen i försöksheatet till Hambletonian Stakes.

### Svenskar i Hambletonian

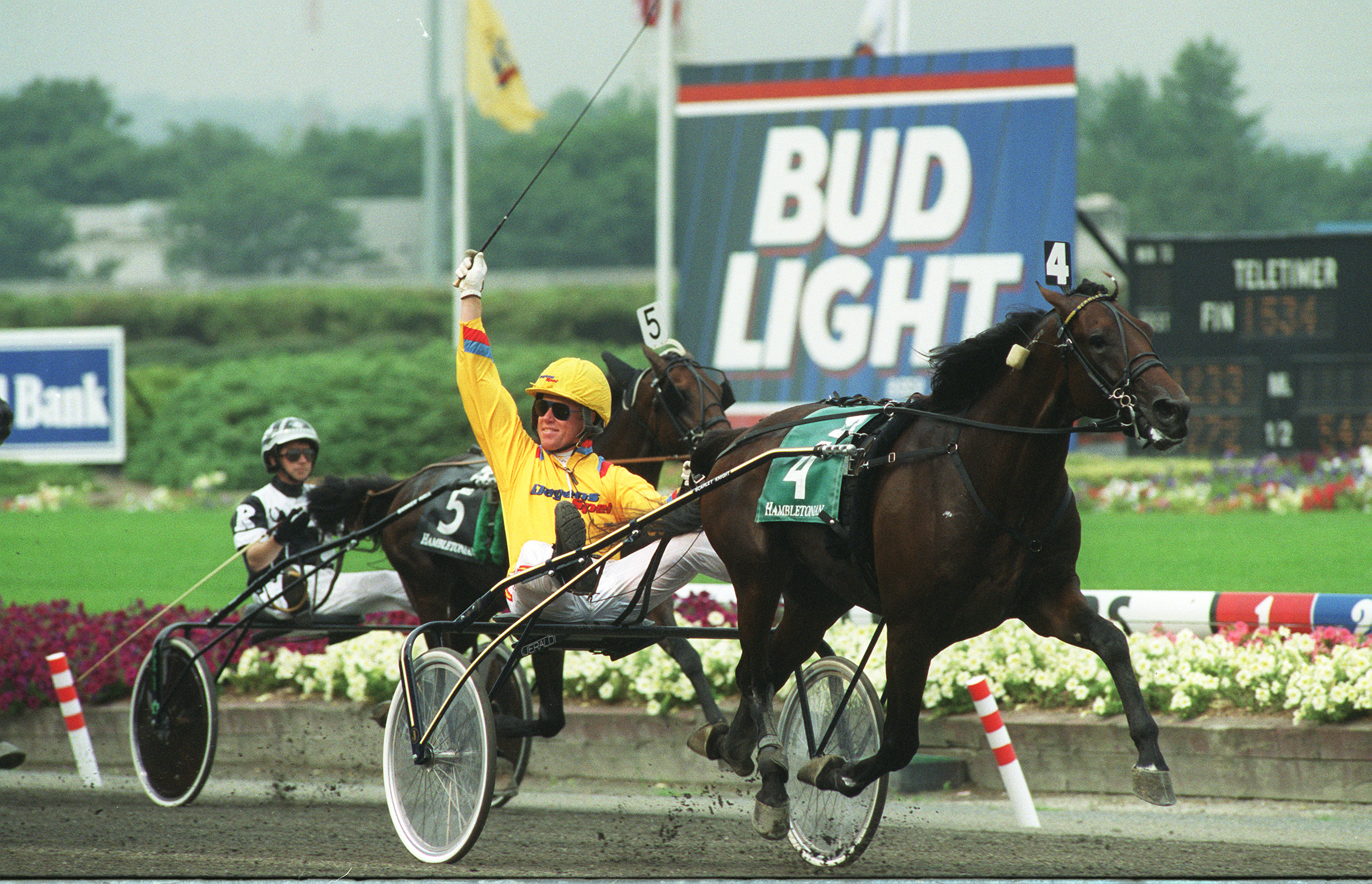
Stefan Melander vinner Hambletonian 2001 med Scarlet Knight.

År 2001 tog Stefan Melander med sig sin egentränade 3-åriga travare Scarlet Knight från Enköping till Meadowlands för att delta i Hambletonian Stakes. Scarlet Knight, med sin tränare Melander i sulkyn, vann både försöks- och finalloppet. Scarlet Knight blev den första utländska hästen någonsin att vinna Hambletonian och Melander blev den första svenska kusk att vinna loppet.
2010 års vinnare av Hambletonian, Muscle Massive tränades av Jimmy Takter och delägs av svenskarna Bengt Ågerup och Stefan Balazsi. Stefan Balazsi är också med sin uppfödarverksamhet Order By Stable uppfödare till 2018 års vinnare Atlanta som blev det 14:e stoet i historien att segra i löpet.
Melander, Jimmy Takter (som vann 2014 med egentränade Trixton) och Åke Svanstedt (som vann 2017 med egentränade Perfect Spirit, och 2021 med egentränade Captain Corey) är de enda svenska kuskarna som lyckats vinna loppet.
Svenske tränaren Per K. Eriksson har vunnit loppet tre gånger som tränare, med Prakas (1985), Giant Victory (1991) och Alf Palema (1992). I 1992 års upplaga tränade han även andrapristagaren King Conch.

### Avelsvägledare
Hambletonian Stakes är inte bara ett penningstinnt lopp utan spelar även en stor roll i avelsurvalet av travhästar. Sett med svenska ögon har bara ett fåtal travare som vunnit Hambletonian hamnat i svensk avel, men merparten av dem har då blivit framgångsrika avelshingstar. De som verkat i svensk avel är: The Ambassador (-42), AC's Viking (-62), Bonefish (-75), Speedy Somolli (-78), Historic Freight (-84), Nuclear Kosmos (-86), Mack Lobell (-87), Probe (-89), Alf Palema (-92) och Scarlet Knight (-01). Av dessa är Bonefish och Speedy Somolli ansedda avelschampions redan i USA och Mack Lobell, Alf Palema och Scarlet Knight har blivit utsedda svenska ELIT-hingstar. Nuclear Kosmos ligger bara snäppet under ELIT-epitet med sin A-bokstav.

## Vinnare
| År   | Häst               | Land    | Tid       | Far              | Kusk              | Tränare           | Tvåa             | Trea               |
| ---- | ------------------ | ------- | --------- | ---------------- | ----------------- | ----------------- | ---------------- | ------------------ |
| 2025 | Nordic Catcher     | USA     | 1:50.0    | Six Pack         | Åke Svanstedt     | Åke Svanstedt     | Super Chapter    | Maryland           |
| 2024 | Karl               | USA     | 1:51.3    | Tactical Landing | Yannick Gingras   | Nancy Takter      | Highland Kismet  | Amazing Catch      |
| 2023 | Tactical Approach  | USA     | 1:50.3    | Tactical Landing | Scott Zeron       | Nancy Takter      | Oh Well          | Up Your Deo        |
| 2022 | Cool Papa Bell     | USA     | 1:51.3    | Chapter Seven    | Todd Mccarthy     | Jim Campbell      | Joviality        | Temporal Hanover   |
| 2021 | Captain Corey      | USA     | 1:51.0    | Googoo Gaagaa    | Åke Svanstedt     | Åke Svanstedt     | Spy Booth        | Ambassador Hanover |
| 2020 | Ramona Hill        | USA     | 1:50.1    | Muscle Hill      | Andrew Mccarthy   | Tony Alagna       | Ready For Moni   | Back Of The Neck   |
| 2019 | Forbidden Trade    | Kanada  | 1:51.0    | Kadabra          | Bob Mcclure       | Luc Blais         | Greenshoe        | Gimpanzee          |
| 2018 | Atlanta            | USA     | 1:50.4    | Chapter Seven    | Scott Zeron       | Rick Zeron        | Met's Hall       | Tactical Landing   |
| 2017 | Perfect Spirit     | USA     | 1:51.4    | Andover Hall     | Åke Svanstedt     | Åke Svanstedt     | Devious Man      | Enterprise         |
| 2016 | Marion Marauder    | USA     | 1:51.4    | Muscle Hill      | Scott Zeron       | Paula Wellwood    | Southwind Frank  | Sutton             |
| 2015 | Pinkman            | USA     | 1:51.0    | Explosive Matter | Brian Sears       | Jimmy Takter      | Mission Brief    | Uncle Lasse        |
| 2014 | Trixton            | USA     | 1:50.3    | Muscle Hill      | Jimmy Takter      | Jimmy Takter      | Nuncio           | Harper Blue Chip   |
| 2013 | Royalty For Life   | USA     | 1:52.1    | RC Royalty       | Brian Sears       | George Ducharme   | Smilin Eli       | Corky              |
| 2012 | Market Share       | USA     | 1:52.1    | Revenue          | Tim Tetrick       | Linda Toscano     | Guccio           | My M.V.P.          |
| 2011 | Broad Bahn         | USA     | 1:53.0    | Broadway Hall    | George Brennan    | Noel Daley        | Whiskey Tax      | Opening Night      |
| 2010 | Muscle Massive     | USA     | 1:51.0    | Muscles Yankee   | Ronald Pierce     | Jimmy Takter      | Lucky Chucky     | Wishing Stone      |
| 2009 | Muscle Hill        | USA     | 1:50.1    | Muscles Yankee   | Brian Sears       | Gregory B. Peck   | Explosive Matter | Symphonic Hanover  |
| 2008 | Deweycheatumnhowe  | USA     | 1:52.0    | Muscles Yankee   | Ray Schnittker    | Ray Schnittker    | Crazed           | Make It Happen     |
| 2007 | Donato Hanover     | USA     | 1:53.2    | Andover Hall     | Ronald Pierce     | Steve Elliott     | Adrian Chip      | Laddie             |
| 2006 | Glidemaster        | USA     | 1:51.1    | Yankee Glide     | John Campbell     | Blair Burgess     | Chocolatier      | Blue Mac Lad       |
| 2005 | Vivid Photo        | USA     | 1:52.3    | S.J.'s Photo     | Roger Hammer      | Roger Hammer      | Classic Photo    | Muscle Memory      |
| 2004 | Windsong's Legacy  | USA     | 1:54.1    | Conway Hall      | Trond Smedshammer | Trond Smedshammer | Cantab Hall      | Cash Hall          |
| 2003 | Amigo Hall         | USA     | 1:54.0    | Balanced Image   | Mike Lachance     | Blair Burgess     | Sugar Trader     | Mac's Crown K      |
| 2002 | Chip Chip Hooray   | USA     | 1:53.3    | Pine Chip        | Eric Ledford      | Charles Sylvester | Like a Prayer    | Duke of York       |
| 2001 | Scarlet Knight     | Sverige | 1:53.4    | Pine Chip        | Stefan Melander   | Stefan Melander   | Pegasus Spur     | Banker Hall        |
| 2000 | Yankee Paco        | USA     | 1:53.2    | Balanced Image   | Trevor Ritchie    | Douglas McIntosh  | Credit Winner    | Armbro Trick       |
| 1999 | Self Possessed     | USA     | 1:51.3    | Victory Dream    | Mike Lachance     | Ron Gurfein       | Angus Hall       | Enjoy Lavec        |
| 1998 | Muscles Yankee     | USA     | 1:52.2    | Valley Victory   | John Campbell     | Charles Sylvester | David Raymond    | Kick Tail          |
| 1997 | Malabar Man        | USA     | 1:55.0    | Supergill        | Mal Burroughs     | Jimmy Takter      | Take Chances     | Armbro Plato       |
| 1996 | Continentalvictory | USA     | 1:52.1    | Valley Victory   | Mike Lachance     | Ron Gurfein       | Lindy Lane       | Running Sea        |
| 1995 | Tagliabue          | USA     | 1:54.4    | Super Bowl       | John Campbell     | Jim Campbell      | Abundance        | Giant Hit          |
| 1994 | Victory Dream      | USA     | 1:54.1    | Valley Victory   | Mike Lachance     | Ron Gurfein       | Mr Lavec         |                    |
| 1993 | American Winner    | USA     | 1:53.1    | Super Bowl       | Ronald Pierce     | Milton Smith      | Pine Chip        |                    |
| 1992 | Alf Palema         | USA     | 1:56.2    | Speedy Somolli   | Mickey McNichol   | Per K. Eriksson   | King Conch       |                    |
| 1991 | Giant Victory      | USA     | 1:54.4    | Super Bowl       | Jack Moiseyev     | Per K. Eriksson   | MB Felty         |                    |
| 1990 | Harmonious         | USA     | 1:54.1    | Crowning Point   | John Campbell     | Osvaldo Formia    | Embassy Lobell   |                    |
| 1989 | Park Avenue Joe    | USA     | 2:00.2    | Speedy Somolli   | Ron Waples        | Charles Sylvester |                  |                    |
| 1989 | Probe              | USA     | Dött lopp | Super Bowl       | William Fahy      | Osvaldo Formia    |                  |                    |
| 1988 | Armbro Goal        | USA     | 1:54.3    | Speedy Crown     | John Campbell     | Jan Johnson       |                  |                    |
| 1987 | Mack Lobell        | USA     | 1:53.3    | Mystic Park      | John Campbell     | Charles Sylvester |                  |                    |
| 1986 | Nuclear Kosmos     | USA     | 1:55.2    | Speedy Somolli   | Ulf Thoresen      | Per Henriksen     |                  |                    |
| 1985 | Prakas             | USA     | 1:54.3    | Speedy Crown     | Bill O'Donnell    | Per K. Eriksson   |                  |                    |
| 1984 | Historic Freight   | USA     | 1:56.2    | ABC Freight      | Ben Webster       | Samuel Lewis      |                  |                    |
| 1983 | Duenna             | USA     | 1:57.2    | Green Speed      | Stanley Dancer    | Stanley Dancer    |                  |                    |
| 1982 | Speed Bowl         | USA     | 1:56.4    | Super Bowl       | Tommy Haughton    | Billy Haughton    |                  |                    |
| 1981 | Shiaway St. Pat    | USA     | 2:01.1    | Tarport Devlin   | Ray Remmen        | Ray Remmen        |                  |                    |
| 1980 | Burgomeister       | USA     | 1:56.3    | Speedy Count     | Billy Haughton    | Billy Haughton    |                  |                    |
| 1979 | Legend Hanover     | USA     | 1:56.1    | Super Bowl       | George Sholty     | Ray Tripp         |                  |                    |
| 1978 | Speedy Somolli     | USA     | 1:55.0    | Speedy Crown     | Howard Beissinger | Howard Beissinger |                  |                    |
| 1977 | Green Speed        | USA     | 1:55.3    | Speedy Rodney    | Billy Haughton    | Billy Haughton    |                  |                    |
| 1976 | Steve Lobell       | USA     | 1:56.2    | Speedy Count     | Billy Haughton    | Billy Haughton    |                  |                    |
| 1975 | Bonefish           | USA     | 1:59.0    | Nevele Pride     | Stanley Dancer    | Stanley Dancer    |                  |                    |
| 1974 | Christopher T.     | USA     | 1:58.3    | Ayres            | Billy Haughton    | Billy Haughton    |                  |                    |
| 1973 | Flirth             | USA     | 1:57.1    | Florican         | Ralph Baldwin     | Ralph Baldwin     |                  |                    |
| 1972 | Super Bowl         | USA     | 1:56.2    | Star's Pride     | Stanley Dancer    | Stanley Dancer    |                  |                    |
| 1971 | Speedy Crown       | USA     | 1:57.2    | Speedy Scot      | Howard Beissinger | Howard Beissinger |                  |                    |
| 1970 | Timothy T.         | USA     | 1:58.2    | Ayres            | John Simpson Jr.  | John Simpson Jr.  |                  |                    |
| 1969 | Lindy's Pride      | USA     | 1:57.3    | Star's Pride     | Howard Beissinger | Howard Beissinger |                  |                    |
| 1968 | Nevele Pride       | USA     | 1:59.2    | Star's Pride     | Stanley Dancer    | Stanley Dancer    |                  |                    |
| 1967 | Speedy Streak      | USA     | 2:00.0    | Speedster        | Del Cameron       | Frank Ervin       |                  |                    |
| 1966 | Kerry Way          | USA     | 1:58.4    | Star's Pride     | Frank Ervin       | Frank Ervin       |                  |                    |
| 1965 | Egyptian Candor    | USA     | 2:03.4    | Star's Pride     | Del Cameron       | Stanley Dancer    |                  |                    |
| 1964 | Ayres              | USA     | 1:56.4    | Star's Pride     | John Simpson Sr.  | John Simpson Sr.  |                  |                    |
| 1963 | Speedy Scott       | USA     | 1:57.3    | Speedster        | Ralph Baldwin     | Ralph Baldwin     |                  |                    |
| 1962 | A. C.'s Viking     | USA     | 1:59.3    | Hoot Mon         | Sanders Russell   | Sanders Russell   |                  |                    |
| 1961 | Harlan Dean        | USA     | 1:58.2    | Harlan           | James Arthur      | Delvin Miller     |                  |                    |
| 1960 | Blaze Hanover      | USA     | 1:59.3    | Hoot Mon         | Joe O'Brien       | Joe O'Brien       |                  |                    |
| 1959 | Diller Hanover     | USA     | 2:01.1    | Star's Pride     | Frank Ervin       | Ralph Baldwin     |                  |                    |
| 1958 | Emily's Pride      | USA     | 1:59.4    | Star's Pride     | Flave Nipe        | Fred Egan         |                  |                    |
| 1957 | Hickory Smoke      | USA     | 2:00.1    | Titan Hanover    | John Simpson Sr.  | John Simpson Sr.  |                  |                    |
| 1956 | The Intruder       | USA     | 2:01.2    | Scotland         | Ned Bower         | Ned Bower         |                  |                    |
| 1955 | Scott Frost        | USA     | 2:00.3    | Hoot Mon         | Joe O'Brien       | Joe O'Brien       |                  |                    |
| 1954 | Newport Dream      | USA     | 2:02.4    | Axomite          | Del Cameron       | Del Cameron       |                  |                    |
| 1953 | Helicopter         | USA     | 2:01.3    | Hoot Mon         | Harry Harvey      | Delvin Miller     |                  |                    |
| 1952 | Sharp Note         | USA     | 2:02.3    | Phonograph       | Bion Shively      | Bion Shively      |                  |                    |
| 1951 | Mainliner          | USA     | 2:02.3    | Worthy Boy       | Guy Crippen       | Guy Crippen       |                  |                    |
| 1950 | Lusty Song         | USA     | 2:02.0    | Volomite         | Delvin Miller     | Fay Fitzpatrick   |                  |                    |
| 1949 | Miss Tilly         | USA     | 2:01.2    | Nibble Hanover   | Fred Egan         | Fred Egan         |                  |                    |
| 1948 | Demon Hanover      | USA     | 2:02.0    | Dean Hanover     | Harrison Hoyt     | Harrison Hoyt     |                  |                    |
| 1947 | Hoot Mon           | USA     | 2:00.0    | Scotland         | Sep Palin         | Sep Palin         |                  |                    |
| 1946 | Chestertown        | USA     | 2:02.1    | Volomite         | Thomas Berry      | Harry P. Whitney  |                  |                    |
| 1945 | Titan Hanover      | USA     | 2:04.0    | Calumet Chuck    | Harry Pownall Sr. | Harry Pownall Sr. |                  |                    |
| 1944 | Yankee Maid        | USA     | 2:04.0    | Volomite         | Henry Thomas      | Henry Thomas      |                  |                    |
| 1943 | Volo Song          | USA     | 2:02.1    | Volomite         | Ben White         | Ben White         |                  |                    |
| 1942 | The Ambassador     | USA     | 2:04.0    | Scotland         | Ben White         | Ben White         |                  |                    |
| 1941 | Bill Gallon        | USA     | 2:05.0    | Scandy Flash     | Lee Smith         | Lee Smith         |                  |                    |
| 1940 | Spencer Scott      | USA     | 2:02.0    | Scotland         | Fred Egan         | Fred Egan         |                  |                    |
| 1939 | Peter Astra        | USA     | 2:04.1    | Peter Volo       | Doc Parshall      | Doc Parshall      |                  |                    |
| 1938 | Mc Lin             | USA     | 2:02.1    | Mr McElwyn       | Henry Thomas      | Henry Thomas      |                  |                    |
| 1937 | Shirley Hanover    | USA     | 2:01.2    | Mr McElwyn       | Henry Thomas      | Henry Thomas      |                  |                    |
| 1936 | Rosalind           | USA     | 2:01.3    | Scotland         | Ben White         | Ben White         |                  |                    |
| 1935 | Greyhound          | USA     | 2:02.1    | Guy Abbey        | Sep Palin         | Sep Palin         |                  |                    |
| 1934 | Lord Jim           | USA     | 2:02.3    | Guy Axworthy     | Doc Parshall      | Doc Parshall      |                  |                    |
| 1933 | Mary Reynolds      | USA     | 2:03.3    | Peter The Brewer | Ben White         | Ben White         |                  |                    |
| 1932 | The Marchioness    | USA     | 2:01.1    | Peter Volo       | Will Caton        | Will Caton        |                  |                    |
| 1931 | Calumet Butler     | USA     | 2:03.1    | Truax            | R.D. McMahon      | R.D. McMahon      |                  |                    |
| 1930 | Hanover's Bertha   | USA     | 2:03.0    | Peter Volo       | Tom Berry         | Tom Berry         |                  |                    |
| 1929 | Walter Dear        | USA     | 2:02.3    | The Laurell Hall | Walter Cox        | Walter Cox        |                  |                    |
| 1928 | Spencer            | USA     | 2:02.1    | Lee Tide         | W.H. Lessee       | W.H. Lessee       |                  |                    |
| 1927 | Iosola's Worthy    | USA     | 2:03.3    | Guy Axworthy     | Marvin Childs     | Ben White         |                  |                    |
| 1926 | Guy McKinney       | USA     | 2:04.3    | Guy Axworthy     | Nat Ray           | Nat Ray           |                  |                    |